# Kash Patel

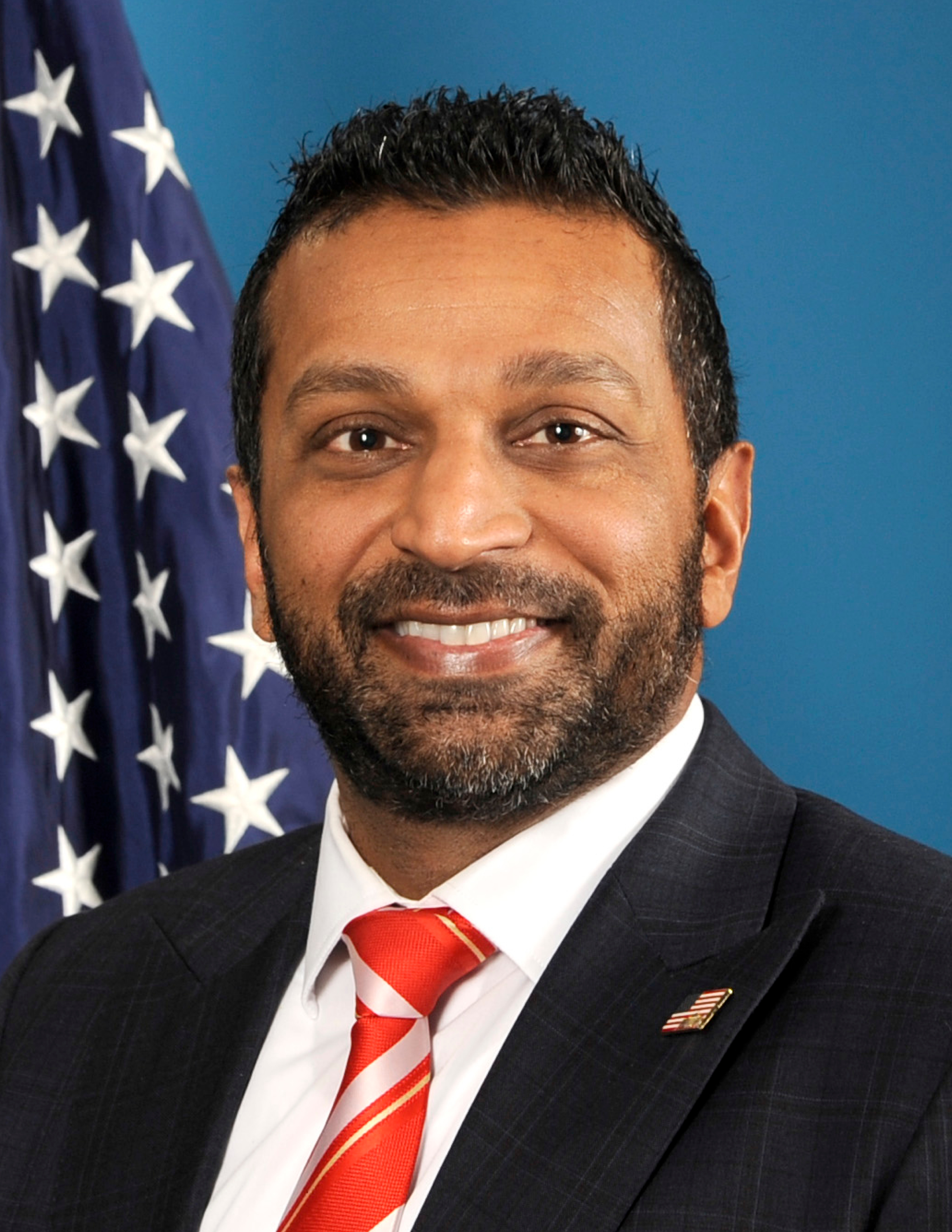
Kashyap P. Patel (offizielles ATF Porträt, 23. Februar 2025)

Kashyap Pramod „Kash“ Patel (geboren 25. Februar 1980 in Garden City, New York) ist ein US-amerikanischer Anwalt und dient seit dem 20. Februar 2025 als neunter Director of the Federal Bureau of Investigation. Er wurde im November 2024 als zukünftiger Direktor des FBI in der zweiten Trump-Regierung nominiert und im Februar 2025 vom US-Senat bestätigt.

## Leben
Kash Patel ist Sohn indischer Einwanderer, die ursprünglich aus Gujarat stammen, zuvor aber in Ostafrika gelebt hatten (seine Mutter in Tansania und sein Vater in Uganda) – er selbst bezeichnet sich als Gujarati. Nach einem Studium an der University of Richmond schloss er ein Jurastudium mit einem Juris Doctor in New York ab.

### Frühe Karriere
Nach seinem Abschluss an der juristischen Fakultät im Jahr 2005 arbeitete Patel acht Jahre lang als Pflichtverteidiger in Florida, zunächst in Miami-Dade County und später als öffentlicher Verteidiger auf Bundesebene. Als Pflichtverteidiger vertrat er Mandanten, denen Verbrechen wie internationaler Drogenhandel, Mord, Verstöße gegen das Waffengesetz und Bargeldschmuggel vorgeworfen wurden. Im Jahr 2014 wurde Patel als Prozessanwalt in der National Security Division des US-Justizministeriums eingestellt, wo er gleichzeitig als juristischer Verbindungsmann zum Joint Special Operations Command fungierte. Im Jahr 2017 wurde Patel zum Senior Counsel für Terrorismusbekämpfung im Geheimdienstausschuss des Repräsentantenhauses ernannt.
Im April 2017 wurde Patel zum leitenden Ausschussassistenten des Vorsitzenden des Geheimdienstausschusses des Repräsentantenhauses, Devin Nunes, ernannt. Patel spielte eine herausragende Rolle in der republikanischen Opposition gegen die Ermittlungen gegen Donald Trump und die russische Einmischung in die Wahlen 2016. Laut der New York Times war Patel der Hauptautor des Nunes-Memos von 2018, in dem dem FBI Fehlverhalten bei seinem Antrag auf einen Haftbefehl des Foreign Intelligence Surveillance Court (FISC) zur elektronischen Überwachung des ehemaligen Trump-Wahlkampfhelfers Carter Page vorgeworfen wurde. Diese Behauptung wurde bestritten; Patel gab keinen öffentlichen Kommentar zu der Angelegenheit ab. Die New York Times war der Meinung, das Memo sei weithin als „voreingenommen“ und „ausgesuchte Fakten“ abgetan worden, aber „es habe die Verbündeten von Präsident Trump mobilisiert und Patel unter ihnen zu einem Helden gemacht.“
Nachdem die Demokraten im Januar 2019 die Kontrolle über das Repräsentantenhaus übernommen hatten, arbeitete Patel etwa einen Monat lang als leitender Berater im Reform- und Aufsichtsausschuss des Repräsentantenhauses.

### Regierungsarbeit unter Trump I
Patel wurde im Februar 2019 als Mitarbeiter von Präsident Trumps Nationalem Sicherheitsrat (NSC) eingestellt und arbeitete in der Direktion für Internationale Organisationen und Allianzen und wurde im Juli 2019 leitender Direktor der Direktion für Terrorismusbekämpfung, einer neu für ihn geschaffenen Position. Laut The Wall Street Journal leitete Patel Anfang 2020 eine geheime Mission nach Damaskus, um über die Freilassung von Majd Kamalmaz und dem Journalisten Austin Tice zu verhandeln, die beide von der syrischen Regierung festgehalten wurden.
Im Februar 2020 wechselte Patel in das Büro des Direktors des Nationalen Geheimdienstes (ODNI) und wurde dort erster Stellvertreter des kommissarischen Direktors Richard Grenell. Später war Patel Teil von Trumps Gefolge während des Staatsbesuchs in Indien und wurde in Presseberichten als einer von zwei Amerikanern indischer Abstammung erwähnt, die den Präsidenten begleiteten.
Im November 2020 ernannte Trump Patel zum Stabschef des kommissarischen Verteidigungsministers Christopher C. Miller, ein Schritt, der auf Trumps Entlassung von Verteidigungsminister Mark Esper folgte. Patel argumentierte Berichten zufolge, dass Esper Trump gegenüber illoyal sei, indem er sich weigerte, Truppen nach Washington zu entsenden, um die George-Floyd-Proteste niederzuschlagen. Patel blieb drei Monate im Pentagon.

### Privatwirtschaft
Patel schied im Januar 2021 aus dem Staatsdienst aus und war danach in der Privatwirtschaft tätig. Patel wurde von den Medien weithin als „Trump-Loyalist“ beschrieben. Im April 2022 wurde Patel Mitglied des Verwaltungsrats der Trump Media & Technology Group, Eigentümer der Social-Media-Plattform Truth. Patel ist Autor eines Kinderbilderbuchs mit dem Titel The Plot Against the King, in dem behauptet wird, das Steele-Dossier sei als Beweismittel verwendet worden, um die Ermittlungen zur russischen Einmischung in die US-Wahlen 2016 einzuleiten.
Im September 2023 veröffentlichte er sein Buch Government Gangsters: The Deep State, the Truth, and the Battle for Our Democracy, in dem er vermeintliche anti-demokratische Strömungen und Machenschaften in der US-Regierung und im Sicherheitsapparat beschreibt.
Anfang 2024 bewarb Patel Tabletten, die angeblich die Wirkung des COVID-19-Impfstoff umkehren sollen. Das unter dem Namen Nocovidium vermarktete Produkt enthält nur gewöhnliche Nahrungsergänzungsmittel. In sozialen Medien schrieb er dazu Spike the Vax, order this homerun kit to rid your body of the harms of the vax und Mrna [sic.] detox, reverse the vaxx n get healthy.

### Regierungsarbeit während der zweiten Amtszeit Trumps
Am 30. November 2024 nominierte ihn der gewählte Präsident der Vereinigten Staaten, Donald Trump, zum Direktor des FBI als Nachfolger von Christopher A. Wray, der diesen Posten ursprünglich bis mindestens 2027 innehaben sollte. Seine Nominierung als FBI-Direktor wurde am 20. Februar 2025 vom Senat mit 51 zu 49 Stimmen bestätigt. Vom 24. Februar bis zum 10. April 2025 war er geschäftsführender Direktor des Bureau of Alcohol, Tobacco, Firearms and Explosives (ATF).

## Positionen
Patel ist ein Kritiker des FBI. Er hat in seinem Buch mit dem Titel Government Gangsters geschrieben, das FBI bleibe „eine Bedrohung für das Volk, wenn nicht drastische Maßnahmen ergriffen werden“. Von manchen deutschen Medien wird Patel als „ultrarechter Hardliner“ verortet; er solle zudem Anhänger von Verschwörungsmythen vom Wirken des Deep States sein.
Während eines Auftritts im Dezember 2023 im Podcast „War Room“ von Steve Bannon stimmte Patel Bannons Behauptungen zu, dass Donald Trump es „todernst“ meine, wenn er Rache an seinen politischen Feinden nehmen wolle, sollte er 2024 gewählt werden. Patel erklärte:
Wir werden losziehen und die Verschwörer finden – nicht nur in der Regierung, sondern auch in den Medien … wir werden die Leute in den Medien zur Strecke bringen, die über amerikanische Bürger gelogen haben, die Joe Biden geholfen haben, die Präsidentschaftswahlen zu manipulieren … Wir werden euch zur Strecke bringen. Ob strafrechtlich oder zivilrechtlich, wir werden das herausfinden. Aber ja, wir machen euch alle darauf aufmerksam, und Steve, das ist der Grund, warum sie uns hassen. Das ist der Grund, warum wir tyrannisch sind. Das ist der Grund, warum wir Diktatoren sind … Weil wir tatsächlich die Verfassung nutzen werden, um sie für Verbrechen zu verfolgen, von denen sie sagen, wir hätten sie immer begangen, aber das haben wir nie getan.